# Hugo Mallo
Hugo Mallo Novegil (Marín, Pontevedra; 22 de junio de 1991) es un  futbolista español que juega como defensa en el Aris de Salónica FC del Superliga de Grecia. 
Es el tercer jugador con más partidos disputados en la historia del Real Club Celta.

## Trayectoria

### Inicios
Formado en las categorías inferiores del Celta de Vigo aunque comenzó jugando en el equipo de la localidad pontevedresa Salgueiriños, en el cual ya destacaba y formaba parte de categorías superiores a la de su edad. En la categoría infantil fichó por el Pontevedra C.F., donde permaneció un año, ya que al siguiente ficharía por su actual club.

### RC Celta

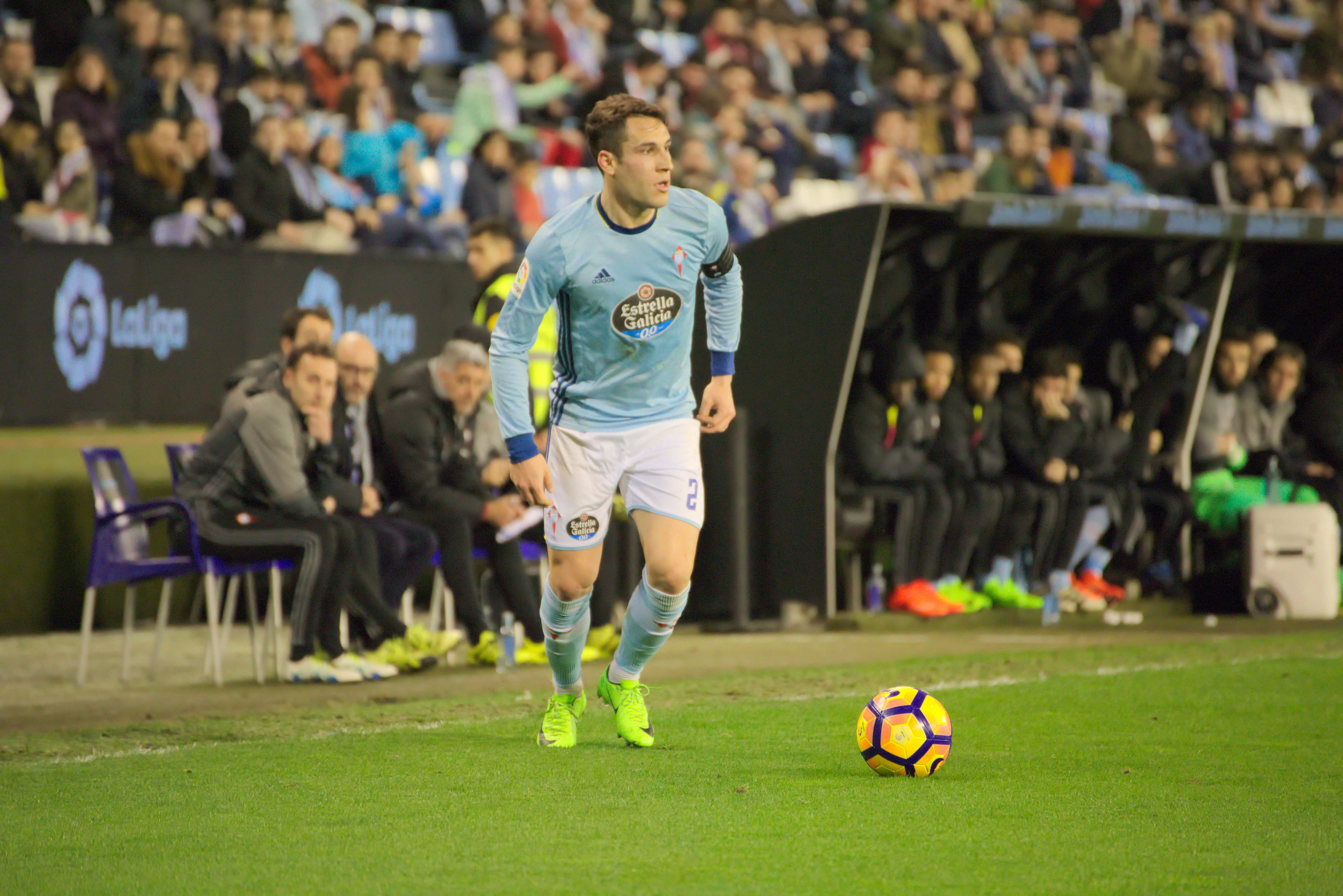
Hugo Mallo en un partido frente al Espanyol en Balaídos en 2017

Todo el esfuerzo en las categorías inferiores del club celeste le sirvieron para que a la edad de 18 años fuera convocado por Eusebio Sacristán para realizar la pretemporada con el primer equipo celeste junto con Yoel Rodríguez. Tras la pretemporada volvió al filial, ya que el Celta contaba con dos laterales derechos en el primer equipo: Vasco Fernandes y Edu Moya. Al denunciar este último al club por impago, lo que le provocó el no contar para el equipo, Hugo Mallo pasó a formar parte de la primera plantilla, disputando así un puesto con Vasco Fernandes. Además, sus buenas actuaciones en pretemporada no pasaron inadvertidas a la directiva, que se apresuró en ofrecerle un nuevo contrato para mantenerle en la entidad celeste hasta 2013, con una cláusula de rescisión de 10 millones de euros. El 29 de agosto de 2009, en el partido que enfrentaba al Celta contra el CD Numancia en Balaídos, Hugo entró en el descanso sustituyendo a Roberto Lago en el lateral izquierdo, que se sentía indispuesto, y así se produjo su debut en la Segunda División. Pronto se perfila como titular en muchos partidos, llegando a disputar 25 encuentros en la temporada 2009/10.
La temporada siguiente, ya con Paco Herrera como entrenador celeste, Hugo se establece como titular indiscutible para la posición de lateral derecho. El propio entrenador lo considera una pieza fundamental para el equipo, llegando a decir que "es el mejor lateral de la categoría". La siguiente temporada, la 2011/12 se convierte en una de las piezas claves del equipo, que consigue el ansiado ascenso a Primera División.
Debuta oficialmente en Primera en una derrota el 18 de agosto de 2012 en casa por 0-1 ante el Málaga CF. En enero de 2013 sufre una grave lesión de ligamento cruzado anterior, la cual le aísla durante el terreno de juego durante los 6 siguientes meses, cuando ya se había asentado como uno de los mejores laterales de la temporada. En la misma temporada protagoniza un sonado escándalo cuando fue captado por la cámaras de televisión en la grada del Estadio de Riazor haciendo gestos obscenos al público asistente.
En el comienzo de la temporada 13-14 Hugo Mallo se incorpora de nuevo al equipo convirtiéndose, con tan solo 22 años, en el tercer capitán y una pieza clave del Real Club Celta de Vigo.
Al término de la temporada 2022-23, finalizaría su contrato con el Real Club Celta de Vigo, siendo el tercer jugador que más partidos oficiales ha jugado con el club vigués.

### Internacional de Porto Alegre
El 15 de agosto de 2023, firma por el Internacional de Porto Alegre del Campeonato Brasileño de Serie A.

### Aris de Salónica FC
El 3 de agosto de 2024, El Aris de Salónica anunció de forma oficial el fichaje del excéltico Hugo Mallo para las dos próximas temporadas.

## Selección nacional

### Categorías inferiores
Fue convocado por la selección española en julio de 2010 para disputar el Campeonato Europeo Sub-19. En el verano de 2011 fue llamado a la selección sub-20 española para jugar el mundial de Colombia tras la lesión del barcelonista Montoya. Fue titular en todos los partidos que disputó su selección y su destacada actuación le valió para ser nominado para el Balón de Oro del campeonato. También jugó con la selección española sub-21.

### Participaciones en Copas del Mundo
| Mundial                     | Sede     | Resultado        | Partidos | Goles |
| --------------------------- | -------- | ---------------- | -------- | ----- |
| Copa Mundial Sub-20 de 2011 | Colombia | Cuartos de final | 5        | 0     |

## Selección Gallega
El 20 de mayo de 2016, jugo con la Selección de Fútbol de Galicia un partido amistoso, en el estadio de Riazor, contra la Selección de Venezuela que terminó con empate a 1.

## Acusación de abuso sexual
En septiembre de 2024, Hugo Mallo fue condenado por abuso sexual por el Juzgado de lo Penal número 19 de Barcelona . Los hechos tuvieron lugar cinco años antes, cuando el jugador metió mano a una trabajadora vestida de mascota del club de fútbol Espanyol, en cuyo campo jugaba el RC Celta.

## Estadísticas

### Clubes
Actualizado al último partido disputado el 28 de mayo de 2023.
| Club                         | Div.          | Temporada     | Liga  | Liga  | Copas nacionales | Copas nacionales | Copas internacionales | Copas internacionales | Total | Total |
| Club                         | Div.          | Temporada     | Part. | Goles | Part.            | Goles            | Part.                 | Goles                 | Part. | Goles |
| ---------------------------- | ------------- | ------------- | ----- | ----- | ---------------- | ---------------- | --------------------- | --------------------- | ----- | ----- |
| R. C. Celta de Vigo · España | 2.ª           | 2009-10       | 25    | 0     | 5                | 0                | —                     | —                     | 30    | 0     |
| R. C. Celta de Vigo · España | 2.ª           | 2010-11       | 30    | 1     | 0                | 0                | —                     | —                     | 30    | 1     |
| R. C. Celta de Vigo · España | 2.ª           | 2011-12       | 34    | 0     | 3                | 0                | —                     | —                     | 37    | 0     |
| R. C. Celta de Vigo · España | 1.ª           | 2012-13       | 17    | 0     | 4                | 0                | —                     | —                     | 21    | 0     |
| R. C. Celta de Vigo · España | 1.ª           | 2013-14       | 33    | 0     | 2                | 0                | —                     | —                     | 35    | 0     |
| R. C. Celta de Vigo · España | 1.ª           | 2014-15       | 28    | 1     | 1                | 0                | —                     | —                     | 29    | 1     |
| R. C. Celta de Vigo · España | 1.ª           | 2015-16       | 34    | 1     | 7                | 0                | —                     | —                     | 41    | 1     |
| R. C. Celta de Vigo · España | 1.ª           | 2016-17       | 23    | 2     | 6                | 0                | 12                    | 1                     | 41    | 3     |
| R. C. Celta de Vigo · España | 1.ª           | 2017-18       | 34    | 0     | 4                | 0                | —                     | —                     | 38    | 0     |
| R. C. Celta de Vigo · España | 1.ª           | 2018-19       | 35    | 1     | 0                | 0                | —                     | —                     | 35    | 1     |
| R. C. Celta de Vigo · España | 1.ª           | 2019-20       | 27    | 0     | 2                | 0                | —                     | —                     | 29    | 0     |
| R. C. Celta de Vigo · España | 1.ª           | 2020-21       | 31    | 3     | 1                | 1                | —                     | —                     | 32    | 4     |
| R. C. Celta de Vigo · España | 1.ª           | 2021-22       | 21    | 1     | 2                | 0                | —                     | —                     | 23    | 1     |
| R. C. Celta de Vigo · España | 1.ª           | 2022-23       | 26    | 0     | 2                | 0                | ―                     | ―                     | 28    | 0     |
| R. C. Celta de Vigo · España | Total club    | Total club    | 398   | 10    | 39               | 1                | 12                    | 1                     | 449   | 12    |
| Total carrera                | Total carrera | Total carrera | 398   | 10    | 39               | 1                | 12                    | 1                     | 449   | 12    |

## Palmarés

### Campeonatos amistosos
| Título                   | Equipo                  | Sede              | Año  |
| ------------------------ | ----------------------- | ----------------- | ---- |
| Trofeo Ciudad de Vigo    | Real Club Celta de Vigo | Vigo              | 2009 |
| Trofeo Memorial Quinocho | Real Club Celta de Vigo | Vigo              | 2009 |
| Trofeo Ciudad de Vigo    | Real Club Celta de Vigo | Vigo              | 2010 |
| Trofeo Memorial Quinocho | Real Club Celta de Vigo | Vigo              | 2010 |
| Trofeo Emma Cuervo       | Real Club Celta de Vigo | Provincia de Lugo | 2010 |
| Trofeo Memorial Quinocho | Real Club Celta de Vigo | Vigo              | 2012 |
| Trofeo Ciudad de Vigo    | Real Club Celta de Vigo | Vigo              | 2012 |
| Trofeo Memorial Quinocho | Real Club Celta de Vigo | Vigo              | 2013 |
| Trofeo Memorial Quinocho | Real Club Celta de Vigo | Vigo              | 2014 |
| Trofeo Luis Otero        | Real Club Celta de Vigo | Pontevedra        | 2014 |
| Trofeo Memorial Quinocho | Real Club Celta de Vigo | Vigo              | 2015 |
| Trofeo Memorial Quinocho | Real Club Celta de Vigo | Vigo              | 2016 |